# La Colombière
Die Insel La Colombière ist ein kleines Eiland, das sich nördlich der Halbinsel Saint-Jacut-de-la-Mer in der Bretagne, Frankreich, befindet. Es gehört zum Archipel Ébihens und hat eine Fläche von 0,21 Hektar. Die Insel misst etwa 280 Meter in der Länge, 80 Meter in der Breite und erreicht eine Höhe von 11 Metern über dem Meeresspiegel.

## Ökologische Bedeutung
La Colombière ist als Naturschutzgebiet ausgewiesen und besonders für seine Seeschwalbenpopulation bekannt, darunter die geschützte Rosenseeschwalbe. Seit den 1980er Jahren ist der Zugang zur Insel reglementiert, um die Vögel während der Brutzeit zu schützen. Die Organisation Bretagne Vivante ist für das Management und die ornithologische Überwachung der Insel zuständig.
Obwohl die Insel bei Ebbe von der Hauptinsel Ebihens aus erreichbar ist, darf man sich ihr nicht mehr als 100 Meter nähern, um die Ruhe der Seeschwalben zu wahren. Während der gesamten Brutzeit wird die Insel überwacht, um die Nester vor Raubtieren zu schützen.

## Geschichte und Nutzung
La Colombière wurde zwischen dem 17. und 19. Jahrhundert intensiv als Granitsteinbruch genutzt. Der blaue Granit der Insel fand Verwendung beim Bau bedeutender Bauwerke, darunter den Tour des Ébihens, der zwischen 1694 und 1697 errichtet wurde, sowie Teile der Stadtmauern von Saint-Malo.
Im Jahr 1705 wurde die Insel von den Mönchen der Abtei Saint-Jacut an den Unternehmer Sieur d‘Atour für 50 Jahre verpachtet. Ab 1831 gehörte sie der Familie Batas, die 1889 die Gesellschaft Batas Frères gründete, um den Granit weiter abzubauen. Die Blöcke wurden vor Ort gelagert und dann mit Booten nach Saint-Malo transportiert, wo sie bearbeitet wurden. Der Granitabbau endete um 1909, als die Familie Batas den Betrieb einstellte. In der Folgezeit verfiel die Insel zusehends, Reste der Steinbruchgebäude sind heute noch zu sehen.
Im Jahr 1958 wurde die Insel als „malerisches Naturgebiet“ (espace naturel pittoresque) klassifiziert und 1984 in öffentliches maritimes Eigentum überführt.